# 赤旗事件
赤旗事件（せっきじけん／あかはたじけん）とは、1908年（明治41年）6月22日に発生した社会主義者弾圧事件である。別名「錦輝館事件（きんきかんじけん）」「錦輝館赤旗事件（きんきかんせっきじけん）」とも言う。

## 事件の背景

### 社会主義の弾圧から容認へ
明治時代の日本では労働環境の改善を求めて労働組合期成会が結成されるなど、社会運動が高まりを見せていた。これに対して明治政府側は、1900年（明治33年）に治安警察法を制定してこれらの運動の規制に乗り出した。
1901年（明治34年）5月20日、のちに幸徳事件（大逆事件）で処刑される幸徳秋水と安部磯雄・片山潜・西川光二郎ら5名を発起人として日本初の社会主義政党である「社会民主党」が結成されるが、第4次伊藤内閣は即座に活動を禁じた。この前年には、やはり安部らが結成した社会主義協会が4年後に誕生する第1次桂内閣によって解散の憂き目に遭っている。
1906年（明治39年）1月7日、桂太郎に代わって内閣総理大臣（首相）に就任した西園寺公望によって第1次西園寺内閣が発足すると、西園寺は社会主義をみだりに弾圧することはせず、穏健派の存在は容認する方針を打ち出した。これに乗じて同年1月28日に、日本初の合法的な社会主義政党である「日本社会党」が結成された。しかし同党は、暴力革命を主張する秋水らの「直接行動派（硬派）」と議会を通じた合法的な政権奪取を主張する田添鉄二らが率いる「議会政策派（軟派）」に分裂して対立し、さらに硬派の存在が政府から危険視され、結党から僅か1年という短さで治安警察法違反による結社禁止命令が下された。

### 事件の発生
このような中にあって1908年（明治41年）6月22日、東京・神田の映画館「錦輝館」に数十名の社会主義者が集まり、山口孤剣の出獄を祝う歓迎会が開催された。
山口は前年3月に、封建的家族制度を痛烈に批判する論考「父母を蹴れ」を秋水らが開業した平民社の機関紙「平民新聞」（第59号）に寄稿した。これによって山口は新聞紙条例違反の罪に問われて禁錮3ヶ月（余罪を含めると1年2ヶ月）の刑に処されたが、出獄歓迎会の4日前に出獄した。この筆禍事件によって山口と同時期に投獄されるも山口より先に出獄した平民新聞記者の石川三四郎は、自らの出獄歓迎会を秋水率いる硬派と田添率いる軟派が別々に開催したことに寂しさを覚え、共同で同志の出獄を祝うように両派へ働きかけた。硬派と軟派の相克は継続していたが、この働きかけに獄中の山口が関与していなかったこともあって、山口の出獄歓迎会は両派が合同で開催できたのである。
山口の出獄歓迎会は、発起人である石川による開会の辞から始まった。続いて西川と、平民社の開業に携わった堺利彦が続いて挨拶した後に余興へ入り、夕方には終了する予定だった。しかし散会間際になって、荒畑寒村・大杉栄・村木源次郎・宇都宮卓爾ら硬派の一団が突然、赤地に白の文字で「無政府共産」「社会革命」「SOCIALISM」などと書かれた赤旗を翻し、革命歌を歌い始めた（正確な開催時刻および旗の本数は資料により異なる）。石川はこれを制止しようとしたが硬派は従わず、「無政府主義万歳」と絶叫しながら錦輝館を飛び出した。出獄歓迎会の開催にあたり現場で待機していた警官隊は街頭に現れた硬派の面々を認めるや直ちに駆け寄って赤旗を奪おうとし、これを拒んで抵抗した硬派と激しく揉み合った。この騒動によって荒畑ら4名と佐藤悟・徳永保之助・森岡栄治・百瀬晋のほかに管野スガら女性4名（大須賀里子・小暮礼子・神川松子）が検挙され、騒動を止めに入った堺と西川、さらに周囲に群がっていた野次馬から2名が逮捕された。逮捕された荒畑らは全員が管轄の神田警察署へ連行されて腹を蹴られるなどの拷問を受け、堺は「檻房中にて唯（ただ）、昏睡し居り」、小暮も「房内にて突然癪を起して苦しみ居るも、何等の手術も施さず其儘（そのまま）に打捨て置（かれた）」と記述している（6月26日付けの東京二六新聞）。
社会主義運動の指導者らが一挙に逮捕されたことで社会主義者らは動揺し、警察に反発した。同年7月7日には電柱に「来る十日日比谷公園にて大会を開き錦輝館の復讐を為す。来会者は石油、棍棒、燐寸携帯の事」などと書かれた貼り紙が発見された（7月8日付けの東京日日新聞）。

## 裁判
逮捕された14名は官吏抗拒罪および治安警察法違反に問われ、1908年（明治41年）8月15日午前9時から東京地方裁判所で裁判が開かれた。
堺は、赤旗を持っていた数名は目立たぬように旗を巻いて帰路に就こうとしたのに、躍り出た警官が暴力に訴えたと主張した。一方で佐藤は自らが率先して革命歌を高唱して「無政府主義万歳」と叫んだことを認め、「無政府主義も社会主義も、究極の目的は一致するかもしれぬ」と述べた。大杉は、待ち伏せしていた警官が「赤旗を巻け」と叫んで赤旗を奪おうとしたため、「理由なく所有権を取るのは強盗である」と叫んで争った旨を主張した。
同年8月22日の第2回公判では大杉の妻らを証人として喚問し、8月29日に判決が下された。神川と管野は無罪で9月1日に出獄となり、徳永と小暮は執行猶予が付いたものの9月4日に出獄した。しかし大杉には重禁錮2年6ヶ月と罰金25円、堺・西川・森岡は重禁錮2年と罰金20円、荒畑・宇都宮は重禁錮1年6ヶ月と罰金15円が科せられた。荒畑ら当事者がのちに明かした内容によれば赤旗を翻したのは軟派に対する示威行動に過ぎなかったというが、下された判決は、大した罰を受けることは無いと考えていた彼らの楽観を大きく裏切るものとなった。

## その後の影響
赤旗事件の発生から5日後の6月27日に西園寺は内務大臣の原敬らを訪ねて辞意を表明し、7月4日に内閣は総辞職した。景気の悪化などといった大きな不安要素はあったものの5月に行われた衆議院議員選挙で与党「政友会」が歴史的な大勝を果たした矢先の退陣となり、様々な憶測を呼んだ。表向きは西園寺の健康上の理由とされたが、山縣有朋は「事件は社会主義者に対する融和の結果、発生した。これは内閣の失策」と奏上したのが直接の原因と言われている。
なお、事件発生時の秋水は故郷の高知県に滞在していて難を逃れたが、事件の発生を知ると直ちに上京して勢力の立て直しに奔走した。この結果、無政府主義者やそれに近い者が社会運動の主流派を占めるに至った。新たに成立した第2次桂内閣による取り締まりの強化もこの流れに拍車をかけ、1910年（明治43年）の大逆事件へ発展していく。